# Dragon Ball Z - Il più forte del mondo
Dragon Ball Z - Il più forte del mondo (ドラゴンボールZ この世で一番強いヤツ?, Doragon Bōru Zetto - Kono yo de ichiban tsuyoi yatsu, lett. "Dragon Ball Z - L'uomo più forte del mondo") è un film del 1990 diretto da Daisuke Nishio. È il quinto film anime basato sul manga Dragon Ball, e il secondo ad essere tratto dalla serie TV Dragon Ball Z. Fu proiettato per la prima volta in Giappone il 10 marzo 1990 presso il festival Tōei Manga Matsuri, insieme ai cortometraggi anime Akuma-kun: Yōkoso Akuma Land e!! e Mahōtsukai Sally (tratto da Sally la maga). È il primo film della serie ad essere un lungometraggio.
Il film non utilizza per i titoli di coda la sigla finale della serie, ma una nuova canzone intitolata "Ikusa (I·KU·SA)" (｢戦 (I·KU·SA)｣?) di Dai Satō e Takeshi Ike, anch'essa cantata da Hironobu Kageyama. Durante il film, inoltre, Gohan canta un'altra nuova canzone, "Pikkoro-san Da~isuki" (｢ピッコロさんだ～いすき｣?), di Chiroru Yaho e Takeshi Ike.

## Trama
Mentre Piccolo si sta allenando sul ghiacciaio eterno delle montagne Tsurumai-Tsuburi, nello stesso posto Son Gohan e Olong sono alla ricerca delle sette sfere del drago: il maialino vuole chiedere a Shenron un paio di mutandine femminili. Ma l'anziano dottor Kochin, che ha raccolto le sfere prima di loro, evoca il drago e chiede di risvegliare dal ghiaccio il dottor Willow, malvagio scienziato creduto morto 50 anni prima, il cui cervello è stato custodito in una cupola di vetro. Il ghiaccio comincia a staccarsi e ne emerge il laboratorio dello scienziato. Gohan e Olong stanno guardando increduli, quando vengono improvvisamente attaccati dai bio-uomini del dottor Kochin. Piccolo arriva per salvare Gohan, ma viene sconfitto da tre combattenti misteriosi, mentre Gohan e Olong fuggono.
Il dottor Kochin e i suoi bio-uomini appaiono presto alla Kame House e chiedono che il Maestro Muten venga con loro. Lui rifiuta e sconfigge facilmente i bio-uomini, ma il dottor Kochin rapisce Bulma per costringere Muten a tornare con lui al laboratorio. Lì, il Maestro Muten è costretto a combattere i tre bio-guerrieri che hanno catturato Piccolo, ma viene ben presto sconfitto. Bulma scopre che l'obiettivo del dottor Willow è quello di ottenere il corpo dell'uomo più forte del mondo in modo da potercisi trasferire e conquistare il pianeta. Bulma li informa allora che il loro obiettivo dovrebbe essere ora Son Goku.

Il dottor Willow si prepara ad affrontare i Guerrieri Z.

Olong informa Goku della situazione, e quest'ultimo va a cercare Bulma e il Maestro Muten. Arrivato al laboratorio del dottor Willow, viene accolto da Misokattsun, Kishime ed Ebifry, i tre bio-guerrieri del dottor Kochin. Goku sconfigge Misokattsun con il Kaiōken, ma viene poi sigillato nel ghiaccio da Ebifry. Gohan e Crilin arrivano a sostenerlo, ma vengono presto sconfitti da Kishime. Utilizzando il Kaiōken, Goku si libera dal ghiaccio e sconfigge i due rimanenti bio-guerrieri. Goku affronta il dottor Willow, chiedendogli di liberare i suoi amici, ma lo scienziato vuole conquistare il suo corpo. Per sconfiggerlo gli mette contro il suo ex rivale Piccolo, del quale sta controllando la mente. Gohan, non riuscendo a impedire a Piccolo di combattere con Goku, esplode di rabbia mandando in frantumi il dispositivo di controllo mentale del dottor Willow. Lo scienziato è stordito dalla potenza di Gohan, e decide di combattere Goku da solo. Comincia a quindi a staccare il proprio corpo robotico dalle mura del laboratorio, uccidendo nel processo il dottor Kochin, mentre Crilin riesce a liberare Bulma.
La vera battaglia comincia, e il dottor Willow sembra avere il sopravvento. Anche le Kamehameha combinate di Goku, Muten e Crilin non hanno alcun effetto su di lui. Presto, Goku e Piccolo sono gli unici rimasti in grado di combattere. Goku ricorre all'utilizzo di una Kamehameha alimentata dal Kaiōken, che spara il dottor Willow nello spazio. Goku inizia a formare una sfera Genkidama, ma il dottor Willow lo interrompe prima che possa lanciarla. Gohan e Piccolo volano quindi nello spazio a distrarlo in modo che Goku possa lanciare con successo la Genkidama, distruggendo il cervello dello scienziato e riportando nuovamente la pace sulla Terra.

### Nuovi personaggi
- Dottor Willow (Ｄｒ．ウイロー?, Dr. Uirō): il principale antagonista del film. Scienziato dalla mente geniale, 50 anni prima degli eventi del film era rimasto sepolto sotto una montagna di ghiaccio insieme al suo laboratorio. Era stato salvato dal suo fedele assistente, il dottor Kochin, che aveva trasferito il suo cervello in un robot, donandogli una grande forza e resistenza. Liberato dalla sua prigione di ghiaccio, Willow diviene ossessionato dall'uomo più forte del mondo, desiderando trapiantare il proprio cervello nel suo corpo per diventare invincibile, e affida a Kochin e ai Bio-Uomini il compito di trovarlo. Il design originale del personaggio, ad opera dallo stesso Akira Toriyama, prevedeva che la testa del robot contenesse altri organi oltre al cervello, ma esso fu cambiato per la versione finale ingrandendo il cervello ed eliminando gli altri organi.[2] Il suo nome deriva da uirō (ういろう?) una torta tradizionale giapponese, fatta di riso, farina e zucchero.[1] In Super Dragon Ball Heroes, salvato dal nuovo re demone Fu, torna inizialmente con le sue sembianze umane, per poi tornare a essere una macchina e affrontare Son Gohan, che lo batte trasformandosi in Super Sayan.
- Dottor Kochin (Ｄｒ．コーチン?, Dr. Kochin): il fedele assistente del dottor Willow che riesce a radunare le sette sfere del drago, grazie ai guerrieri bionici creati da lui stesso, chiedendo al drago Shenron di sciogliere i ghiacci eterni per risvegliare il cervello del dottor Willow. Come Willow, anche il dottor Kochin possiede una mente brillante e come lui ha scelto di consacrarla al male. In punto di morte si vede che il suo intero corpo è robotico. Come armi utilizza il suo bastone, capace di emettere raggi d'energia e il suo braccio sinistro nel quale è nascosta una mitragliatrice. Il suo nome deriva dal termine giapponese Nagoya kōchin (名古屋コーチン?) che è un tipo di pollo.[1]
- Misokattsun (ミソカッツン?, Misokattsun): uno dei tre guerrieri bionici creati da Kochin. È il più grosso e corpulento dei tre, ha un corpo completamente elastico, in grado di assorbire ogni attacco e di estendersi a piacimento. Viene ucciso da Goku che con un Kaioken lo attraversa facendolo estendere oltre i suoi limiti. Il suo nome deriva dal giapponese miso katsu (味噌カツ?), un piatto tipico del Sol Levante.[1] Nel ridoppiaggio italiano viene ribattezzato Misoku.
- Ebifry (エビフリャー?, Ebifurya): uno dei tre guerrieri bionici creati da Kochin. Può manipolare la neve ed il ghiaccio. Combatte lanciando contro gli avversari un vortice di aria ghiacciata congelandoli così istantaneamente. Il suo nome deriva dalla parola giapponese ebifurai (エビフライ?), "fritto di gamberi".[1]
- Kishime (キシーメ?, Kishīme): uno dei tre guerrieri bionici creati da Kochin. Ha la capacità di teletrasportarsi a brevi distanze e di emettere forti scariche elettriche attraverso le appendici delle sue braccia, simili a due lunghe fruste che conducono l'elettricità. Il suo nome deriva dalla parola giapponese kishimen (きしめん?), delle specie di tagliatelle in brodo simili al ramen.[1]

## Distribuzione

### Edizione italiana
Il primo doppiaggio italiano del film, realizzato per l'uscita in VHS nel 1997 e usato nella trasmissione TV su Rai2 nel 2001, fu eseguito dalla Coop. Eddy Cortese di Roma e diretto da Fabrizio Mazzotta, con un cast differente da quello della serie TV. La terminologia venne mantenuta fedele alla versione italiana del manga, eccetto per il nome del drago Shenron, che fu chiamato "Sheron".
Il film fu ridoppiato nel 2003 dal cast italiano di Dragon Ball Z per la trasmissione in tre episodi (intitolati "Il malvagio dottor Willow", "L'uomo più forte del mondo" e "Una vittoria collettiva") su Italia 1 nella serie Dragon Ball: La saga. Il ridoppiaggio fu effettuato dalla Merak Film di Milano e curato da Paolo Torrisi, con dialoghi in buona parte trascritti da quelli del primo doppiaggio. Tuttavia ci sono varie differenze in questo adattamento rispetto al precedente. Tra le principali: 
- la terminologia venne cambiata utilizzando quella dell'adattamento italiano della serie TV;
- furono eliminati i riferimenti al nome delle montagne Tsurumai-Tsuburi;
- alcuni dialoghi vennero modificati per eliminare riferimenti diretti alla morte;
- furono aggiunti "pensieri" e dialoghi di pura fantasia in scene dove i personaggi non parlano (inclusa la narrazione, che in realtà è presente solo nel finale);
- due dialoghi fuori campo del dottor Kochin vengono invece pronunciati dal dottor Willow.

Il ridoppiaggio è stato poi utilizzato per le successive trasmissioni TV e per l'uscita in DVD.

### Edizioni home video
L'edizione VHS del film fu prodotta da Dynamic Italia e distribuita da Terminal Video Italia nel 1997. La VHS conteneva il film con il primo doppiaggio.
L'edizione DVD fu prodotta da Dynit, nuova incarnazione della Dynamic Italia. Il 22 dicembre 2006 fu distribuita in edicola da De Agostini, mentre la distribuzione sul mercato avvenne l'11 aprile 2007 a opera della Terminal Video Italia. Mentre il master video è un semplice riversamento dalla precedente VHS, l'audio è disponibile in italiano in Dolby Digital 5.1 e in giapponese in 2.0. Poiché la versione italiana del film fu concessa da RTI, il DVD contiene esclusivamente il ridoppiaggio. Sono inclusi inoltre i sottotitoli in italiano (trascritti dal doppiaggio) e, come extra, landscapes e schede sui personaggi. Una nuova edizione DVD rimasterizzata, prodotta stavolta da Yamato Video, è stata allegata a La Gazzetta dello Sport e Corriere della Sera il 19 aprile 2017; audio e sottotitoli sono gli stessi dell'edizione precedente.

## Accoglienza
Il film fruttò in patria un guadagno netto di un miliardo di yen, venendo visto da 2,7 milioni di spettatori.

## Altri media
Il 22 giugno 1994 Shūeisha pubblicò un anime comic con le foto del film, che fu importato in Italia da Star Comics nel luglio 1999.